# Waffengesetz (Schweiz)
Das schweizerische Bundesgesetz über Waffen, Waffenzubehör und Munition (Waffengesetz, WG) regelt das Waffenrecht in der Schweiz. Dies betrifft den Umgang mit Waffen (einschliesslich Hieb- und Stichwaffen), Elektroschockgeräten, Schusswaffen und Munition sowie den Erwerb, den Besitz, die Lagerung, das Tragen, das Mitführen, den Handel, die Ein-, Aus- und Durchfuhr und die Herstellung von Waffen. Auch definiert es Zubehör (Schalldämpfer, Laser- und Nachtsichtzielgeräte) und verbotene Gegenstände (z. B. Springmesser, Schlagringe) und verbietet oder beschränkt deren Erwerb. Das Tragen gefährlicher Gegenstände kann unter das Waffengesetz fallen.
Die schweizerische Waffengesetzgebung gilt als eine der liberalsten der Welt, da Besitz und Erwerb von Waffen und Munition grundsätzlich jedem unbescholtenen Bürger gestattet wird, sofern das Gesetz dazu keine besonderen Bestimmungen enthält. Für den Umgang mit den privat aufbewahrten Armeewaffen der Milizsoldaten gelten eigene Regeln.
Die Regelungen des WG werden in der Waffenverordnung (WV) näher ausgestaltet.

## Geltungsbereich
Das Gesetz soll den Missbrauch von Waffen, Zubehör und Munition bekämpfen. Es regelt den privaten und kommerziellen Erwerb, die Aufbewahrung, den Transport, das Tragen und den Handel mit Waffen, Zubehör, Bestandteilen und Munition. Das Gesetz gilt nicht für Zoll- und Polizeibehörden sowie das Militär. Ebenfalls ausgenommen sind Feuerwaffen, die vor 1870 hergestellt wurden. Es beschränkt sich auf Waffen, die eine einzige Person tragen und bedienen kann, oder Gegenstände, die zu solchen Geräten umgebaut werden können (Feuerwaffen).
Als Waffen im Sinne des Gesetzes gelten alle (a) Feuerwaffen, aber auch (b) Sprühdosen mit bestimmten Reizstoffen (nach Anhang 2 z. B. 2-Chlorbenzylidenmalonsäuredinitril, nicht aber Pfefferspray); (c) Messer, deren Klinge mit einem einhändig bedienbaren automatischen Mechanismus ausgefahren werden kann, Schmetterlingsmesser, Wurfmesser und Dolche mit symmetrischer Klinge; (d) Schlagringe, Ruten, Stöcke, Wurfsterne und dergleichen. Auch unter das Gesetz fallen (e) Elektroschockgeräte wie Taser; (f) Druckluft- und CO2-Waffen, die eine Mündungsenergie von mindestens 7,5 Joule entwickeln; (g) Imitations-, Schreckschuss- und Soft-Air-Waffen, die aufgrund ihres Aussehens mit echten Feuerwaffen verwechselt werden können. Der Erwerb, das Tragen, das Vermitteln sowie die Einfuhr von Waffen nach den Buchstaben c bis e ist verboten. Die Kantone können in gewissen Rahmen Ausnahmen bewilligen. Verboten ist Erwerb, Schiessen und Besitz mit Seriefeuerwaffen und das Übertragen von zu halbautomatischen Waffen umgebauten Seriefeuerwaffen – ausgenommen umgebaute Ordonnanzwaffen (persönliche Waffen der Armeeangehörigen; diese können nach Ende der Dienstzeit für ein geringes Entgelt zu halbautomatischen Waffen umgebaut werden und gehen dann ins Eigentum der Soldaten über). Für den Erwerb durch Vererbung ist ein einzelner Waffenerwerbsschein oder eine einzelne Sonderbewilligung nötig.
Des Weiteren erfasst das Gesetz auch gefährliche Gegenstände.

## Entwicklung des Gesetzes

### Geschichte
Das Schweizer Waffenrecht war bis weit in das 20. Jahrhundert eine kantonale Angelegenheit und war nicht zuletzt dem Gedanken der Volksbewaffnung für mögliche Konflikte verpflichtet. In einigen Kantonen war es sogar Pflicht, eine Waffe zu besitzen, um heiraten zu können; zu anderen Gelegenheiten (z. B. zum Zutritt der Landsgemeinde) war eine persönliche Waffe vorzuweisen. 1969 setzte ein interkantonales Konkordat einige Eckpfeiler im Bereich des Waffenhandels. 1972 wurde das Bundesgesetz für Ein-, Durch- und Ausfuhr und Herstellung von Waffen in Kraft gesetzt.
Mit Einführung des aktuell gültigen Waffengesetzes im Jahr 1999 ist das Waffengesetz erstmals nicht mehr kantonal geregelt. Mit restriktiveren Regelungen und Vereinheitlichungen versucht die Bundespolitik Missbrauch von Waffen einzuschränken und die kantonalen Unterschiede einzuebnen. Für werkshalbautomatische Langwaffen wurde eine Waffenerwerbsscheinpflicht eingeführt; umgebaute halbautomatische Waffen (d. h. ehemals vollautomatische Waffen) wurden für den Erwerb der Sonderbewilligungspflicht unterstellt (d. h. analog funktionierenden Vollautomaten der Erwerb verboten). Schalldämpfer und Laserzielhilfen wurden verboten. Die Vergabe von Waffentragbewilligungen wurde faktisch eingestellt, mit Ausnahme von Sicherheitsbediensteten.

### Revision vom 12. Dezember 2008 (Aktuell 1. Januar 2013)
Das aktuelle WG wurde in parlamentarischer Beratung und wegen des Beitritts zum Schengener Abkommen revidiert und auf den 12. Dezember 2008 in Kraft gesetzt. Namentlich wurden neu folgende Punkte im Waffengesetz aufgenommen oder verschärft:
- Das Erwerbsverbot für zahlreiche südosteuropäische Staatsbürger wurde zu einem Besitzverbot ausgeweitet.
- Für Handel von Waffen unter Privaten ist ein Waffenerwerbsschein nötig; bis anhin war Sorgfaltspflicht und schriftlicher Vertrag ausreichend. Einzelne Ausnahmen bestehen weiterhin, z. B. für Sportrepetierer. Sämtliche Handänderungen müssen der Polizei gemeldet werden (Vertragskopie).
- Das Gesetz kennt neu die Definition «gefährliche Gegenstände» (z. B. Werkzeuge, Sport- oder Haushaltsgeräte wie Hammer, Küchenmesser oder Baseballschläger). Diese Gegenstände dürfen nur mitgeführt werden, wenn glaubhaft gemacht werden kann, dass das Mitführen auf Grund von bestimmungsgemässer Nutzung gerechtfertigt ist. Schweizer Taschenmesser sind hier explizit ausgenommen und werden nicht als «gefährlicher Gegenstand» angesehen.
- Die zeitliche Grenze für antike Waffen wird von 1890 nach 1870 verlegt.
- Neu gibt es eine Nachmelde- und Bewilligungspflicht für Besitzer von Seriefeuerwaffen, Waffenzubehör und gem. Art. 10 erleichtert erwerbbaren Waffen. Für letztere gibt es aber abhängig von der damaligen Erwerbsweise wiederum Ausnahmen von der Meldepflicht (die Möglichkeit der Nachmeldung ist im Dezember 2009 verfallen).
- Zum Munitionserwerb ist neu nur noch berechtigt, wer auch die zugehörige Waffe erwerben dürfte.
- Für den Waffenerwerb ist neu zwingend ein Erwerbsgrund anzugeben, sofern der Erwerb nicht für Sport-, Jagd- oder Sammelzwecke erfolgt.
- Die Messerdefinitionen, -erlaubnisse und -einschränkungen wurden erneut angepasst.
- Anonymes Anbieten von Waffen auf elektronischen Plattformen wird verboten, es besteht eine explizite Auskunftspflicht gegenüber Behörden.
- Der Europäische Feuerwaffenpass wurde für die Schweiz eingeführt. Dieser kann das Reisen mit Waffen erleichtern, obschon weiterhin sämtliche lokalen Gesetze zu beachten sind.
- Das Schiessen ausserhalb von offiziellen Schiessanlagen an öffentlich zugänglichen Orten wurde geregelt.

### Revision Waffenverordnung vom 28. Juli 2010 (Aktuell 15. März 2014)
Wegen der Weiterentwicklung des Schengenrechts wurden einige Bestimmungen für Händler und Registerbetreiber in der Verordnung geändert, namentlich:
- Informationen in den kantonalen elektronischen Informationssystemen über den Erwerb von Waffen sind während mindestens 30 Jahren aufzubewahren. Strafverfolgungs- und Justizbehörden der Kantone und des Bundes dürfen zur Erfüllung ihrer gesetzlichen Aufgaben auf diese Systeme zugreifen.
- Die Aufbewahrungsdauer der Waffenbücher bei den Kantonen wird auf 20 Jahre verlängert.
- Waffenhändler haben neu über Reparaturen zur Wiederherstellung der Schiesstauglichkeit von Feuerwaffen Buch zu führen.
- Die kleinste Verpackungseinheit von Munition unterliegt nun einer Markierungspflicht.

Eine offizielle Wegleitung der Fedpol ist unter dem Titel «Das Waffenrecht nach Schengen-Anpassung und nationaler Revision» beim Verkauf Bundespublikationen erhältlich. Zahlreiche Formulare zum Thema können auf der Fedpol-Homepage gefunden werden.

### Volksinitiativen
Die eidgenössische Volksinitiative «Für den Schutz vor Waffengewalt» wurde am 13. Februar 2011 mit 56,3 % Nein-Stimmen von Volk und Ständen abgelehnt. Sie wollte den Art. 107 der Bundesverfassung Waffen und Kriegsmaterial streichen und einen neuen Artikel 118a Schutz vor Waffengewalt schaffen, der folgende Kernpunkte enthält:
- Waffenbesitz ist nur noch erlaubt, wenn ein Bedarfs- und Fähigkeitsnachweis gegeben ist.
- Die Heimaufbewahrung der Armeewaffe wird abgeschafft, ebenso wie die mögliche Überlassung der Dienstwaffe nach absolvierter Dienstleistung.
- Besitz von vollautomatischen Waffen und Vorderschaftrepetierflinten für Private wird verboten.
- Alle Waffen müssen zentral registriert werden.

Die Initiative «Für den Schutz vor Waffengewalt» wurde von einem Komitee lanciert, das insbesondere linke und christliche Gruppen bzw. Parteien, Friedensorganisationen, Ärzteverbände, Suizidpräventions- und Frauenorganisationen umfasst. Sie wurde am 13. Februar 2011 von Volk und Ständen abgelehnt. Gegen die Initiative hatten sich konservative Politiker, Schützen, Waffensammler, Jäger und militärische Organisationen ausgesprochen, die sich unter Führung der Interessengemeinschaft Schiessen Schweiz (IGS) zur Waffeninitiative Nein zusammengeschlossen hatten.

## Regelungen

### Erwerb
Schweizer Bürgern (oder Ausländern mit einer Niederlassungsbewilligung) ist der Erwerb von bewilligungspflichtigen Waffen im Handel und privat gestattet, sofern sie einen Waffenerwerbsschein vorweisen können. Dieser wird in der Regel von dem kantonalen Waffenbüro abgegeben, sofern die Person mindestens 18 Jahre alt ist, keine Einträge im Strafregister hat und es keinen Anlass zu der Annahme gibt, dass sie sich selber oder andere damit verletzt. Verbotene Waffen können nur mit einer kantonalen Ausnahmebewilligung erworben werden.
Keinen Waffenerwerbsschein benötigt, wer einschüssige Gewehre oder einschüssige Nachbildungen von Vorderladern erwerben will. Ebenfalls ohne Erwerbsschein sind Jagdwaffen und Repetiergewehre (ausgenommen Vorderschaft- oder Unterhebelrepetierer) – darunter fallen auch alte Ordonanzwaffen wie die Karabiner 11 und Karabiner 31 – für Sportschützen zu erwerben. Unter Privaten muss der Kaufvertrag in jedem Fall schriftlich festgehalten, zehn Jahre aufbewahrt und den Behörden eine Kopie zugestellt werden. Ab dem 15. März 2014 ist den Behörden zusätzlich ein Strafregisterauszug des Erwerbers einzureichen. Er muss diesen dann einholen, wenn er Zweifel daran hat, dass der Erwerber die gesetzlichen Voraussetzungen für die Übertragung der Waffe erfüllt.
Ausländer ohne Niederlassungsbewilligung benötigen zum Erwerb auf jeden Fall einen Erwerbsschein. Sie müssen, um diesen zu erhalten, nachweisen, dass sie in ihrem Heimatstaat berechtigt sind, eine Waffe zu erwerben. Grundsätzlich verboten ist der Erwerb, Besitz und das Tragen von Waffen, Munition und dergleichen für Angehörige folgender Staaten: Serbien, Bosnien und Herzegowina, Kosovo, Mazedonien, Türkei, Sri Lanka, Algerien, Albanien. Ausnahmebewilligungen kann nur der Bund erteilen.
Die gleichen Regelungen gelten auch für den Erwerb von Munition. An Schiessanlässen kann diese vereinfacht erworben werden. Wer das 18. Lebensjahr vollendet hat, darf nicht verschossene Munition mit nach Hause nehmen (Ausnahme Bundesübungen, hier kommt der Munitionsbefehl der Armee zur Anwendung).

### Handel
Wer gewerbsmässig mit Waffen handeln oder solche herstellen will, benötigt eine Waffenhandelsbewilligung.
Eine Waffenhandelsbewilligung erhält eine Person:
- für die kein Hinderungsgrund nach WG Artikel 8 Absatz 2 besteht;
- die im Handelsregister eingetragen ist;
- die sich in einer Prüfung über ausreichende Kenntnisse der Waffen- und der Munitionsarten sowie der gesetzlichen Bestimmungen ausgewiesen hat;
- die über besondere Geschäftsräume verfügt, in denen Waffen, wesentliche und besonders konstruierte Waffenbestandteile, Waffenzubehör, Munition und Munitionsbestandteile sicher aufbewahrt werden können;
- die Gewähr für eine ordnungsgemässe Führung der Geschäfte bietet.

Privaten ist es verboten, Waffen und Waffenbestandteile herzustellen oder so zu manipulieren, dass sie als verbotene Waffen angesehen werden.
Bewilligungspflichtig sind Ein-, Aus- und Durchfuhr von Waffen, Bestandteilen und Munition, sowohl für kommerzielle Zwecke als auch für Privatgebrauch.

### Aufbewahrung
Gemäss WG Art. 26 müssen Waffen sorgfältig aufbewahrt werden. Der Zugriff unberechtigter Dritter muss verhindert werden. Im Gegensatz zur Gesetzgebung im umliegenden Ausland stellt das Gesetz aber keine konkrete Anforderungen an die Art der Aufbewahrung, das Aufbewahrungsbehältnis oder wie der Zugriff für unberechtigte Dritte verhindert werden muss. Für Seriefeuerwaffen und zu halbautomatischen Waffen umgebaute Seriefeuerwaffen schreibt Art. 47 der Waffenverordnung die zwingende Trennung von Waffe und Verschluss und den Einschluss desselben vor.
Diebstähle von Waffen müssen sofort gemeldet werden.

### Waffentragen
Wer in der Öffentlichkeit eine Waffe tragen will, braucht eine Bewilligung. Diese wird erteilt, wenn
1. die Voraussetzungen für die Erteilung eines Erwerbsscheins erfüllt sind,
2. die Person glaubhaft macht, dass sie die Waffe benötigt, um sich selbst, Dritte oder Sachen zu schützen und
3. eine Prüfung bestanden wird.

Die Bewilligung gilt höchstens fünf Jahre. Keine solche brauchen Jäger mit entsprechender Bewilligung sowie Jagdaufseher und Wildhüter. Zum Erwerb einer Jagdlizenz muss eine kantonal geregelte Prüfung abgelegt werden.

### Transport von Waffen

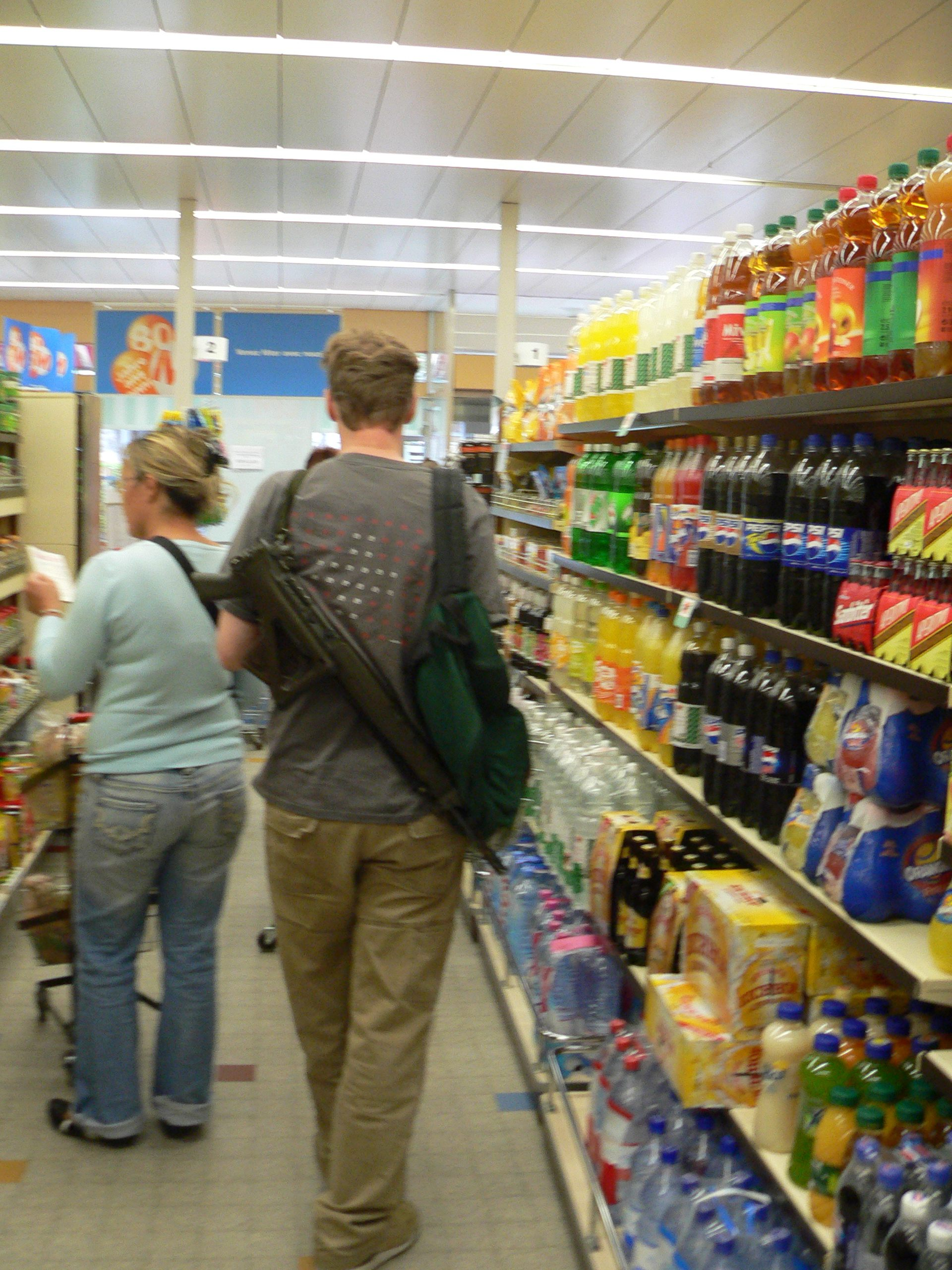
Schweizer mit einem SG550 in der Öffentlichkeit

Rechtlich wird das Tragen und das Transportieren einer Waffe (WG Art. 28) unterschieden. Keine Waffentragbewilligung ist erforderlich für den Transport von Waffen, insbesondere:
1. von und zu Kursen, Übungen und Veranstaltungen von Schiess-, Jagd- oder Softairwaffen-Vereinen sowie von militärischen Vereinen und Verbänden
2. von und zu einem Zeughaus
3. von und zu einem Inhaber einer Waffenhandelsbewilligung
4. von und zu Fachveranstaltungen
5. bei einem Wohnsitzwechsel

Beim Transportieren müssen Waffe und Munition getrennt sein (d. h. auch keine Munition im Magazin oder in der Waffe). Zu beachten ist, dass ein Transportieren im Sinne des Gesetzes nur auf direktem Weg zum Bestimmungsort geltend gemacht werden kann.
Auch hier gilt wiederum, dass die Aufzählung nicht abschliessend ist. Deswegen wurde der Begriff «insbesondere» verwendet. Die Aufzählung gibt einen Hinweis, in welchen Fällen von «Transport von Waffen» gesprochen werden kann.

### Tragen gefährlicher Gegenstände
Mit Art. 28a wurde 2008 der Geltungsbereich des Waffengesetzes auch auf gefährliche Gegenstände ausgeweitet. Namentlich verboten ist das Tragen gefährlicher Gegenstände oder das Mitführen in Fahrzeugen, wenn nicht glaubhaft gemacht werden kann, dass dies durch bestimmungsgemässe Verwendung gerechtfertigt ist, oder wenn der Eindruck erweckt wird, dass der Gegenstand missbräuchlich verwendet werden soll, insbesondere um damit Personen einzuschüchtern, zu bedrohen oder zu verletzen. Der Begriff «gefährlicher Gegenstand» ist in Gesetz oder Verordnung nicht genauer definiert und kann auf viele Gegenstände zutreffen (z. B. Baseballschläger, Schraubenzieher, Küchenmesser etc.). Schweizer Armeetaschenmesser und ähnliche im Handel erhältliche Produkte können gemäss Art. 4 nicht als gefährlicher Gegenstand gelten und dürfen getragen werden.

### Abgabe von Waffen und Munition
Die Kantone sind verpflichtet, Waffen, wesentliche und besonders konstruierte Waffenbestandteile, Waffenzubehör, Munition und Munitionsbestandteile gebührenfrei entgegenzunehmen. Dies kann üblicherweise formlos bei jedem Polizeiposten gemacht werden, einzig bei Waffen ist eine Verzichtserklärung zu unterschreiben.

### Strafen
Mit Gefängnis oder Busse (im Extremfall bis zu 5 Jahre oder 100'000 Franken) wird bestraft, wer
1. ohne Berechtigung Waffen (entsprechend diesem Gesetz) erwirbt, vertreibt, einführt, ausführt, herstellt oder abändert,
2. die notwendigen Bewilligungen für Ein- oder Ausfuhr nicht beantragt,
3. falsche Angaben zur Erteilung einer solchen macht,
4. Waffen oder deren Bestandteile nicht sorgfältig aufbewahrt,
5. eine Feuerwaffe transportiert, ohne Waffe und Munition zu trennen,
6. Dokumente fälscht,
7. Sorgfaltspflichten vernachlässigt,
8. Verträge unwahr aufsetzt oder manipuliert,
9. Verlust nicht sofort der Polizei meldet oder
10. eine vorhandene Waffentragbewilligung nicht mitführt.

In leichten Fällen kann von einer Bestrafung abgesehen werden (WG Art. 34 Abs. 2).